# 21世紀議程

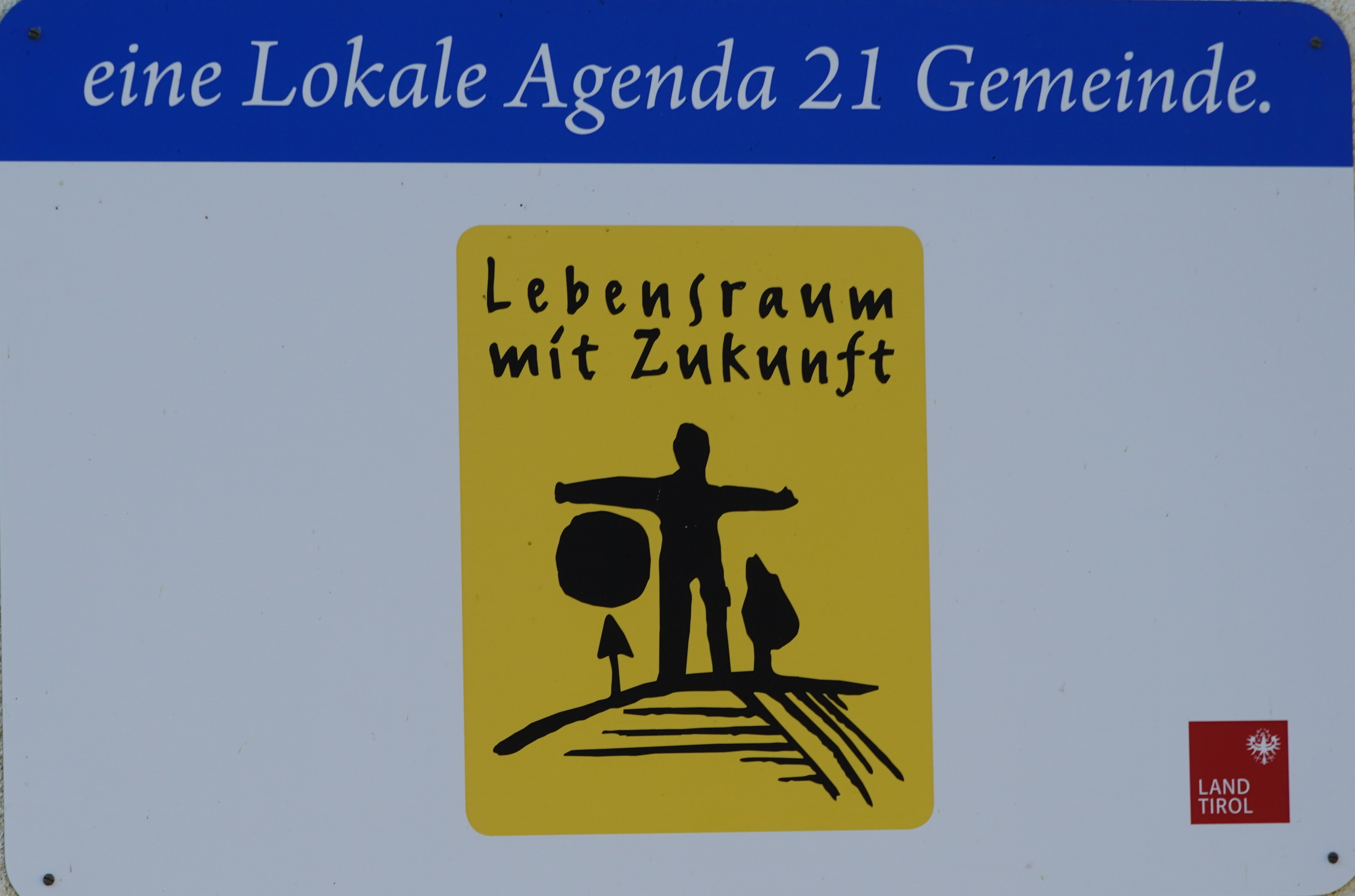
21世紀議程标志

21世紀議程，是聯合國首次討論全球氣候變暖及其有關問題的會議議程，在1992年於里約熱內盧舉行的聯合國地球高峰會（又稱「聯合國環境與發展會議」）上，由178個政府投票通過該方案，當中制定了多項有關永續發展的願景。該願景將會由全球不同國家和當地的聯合國組織，政府和主要群體中執行，結果會直接影響人類未來的生存環境。

## 外部連結
- 聯合國21世紀議程網站（页面存档备份，存于）.
- Agenda 21 website of the United NationsArchive.today的存檔，存档日期2012-09-17.
- Agenda 21 text（页面存档备份，存于）.
- Agenda 21 NOW!（页面存档备份，存于）, an international internet conference for students 14 and older.